# Línia Saragossa-Canfranc
Línia Saragossa-Canfranc o Canfranero és el terme amb què es coneix la línia ferroviària que uneix Saragossa i Canfranc. Té una longitud de 187,7 km i el trajecte té una rampa màxima de 19,9%.
Condicionades per aquesta topografia difícil, les estacions es troben només en les rodalies de les grans poblacions. Tot i això, la relació més directa per ferrocarril entre les capitals de Madrid i París seria encara avui per Canfranc. A més, la línia fèrria recorre zones turístiques molt importants.

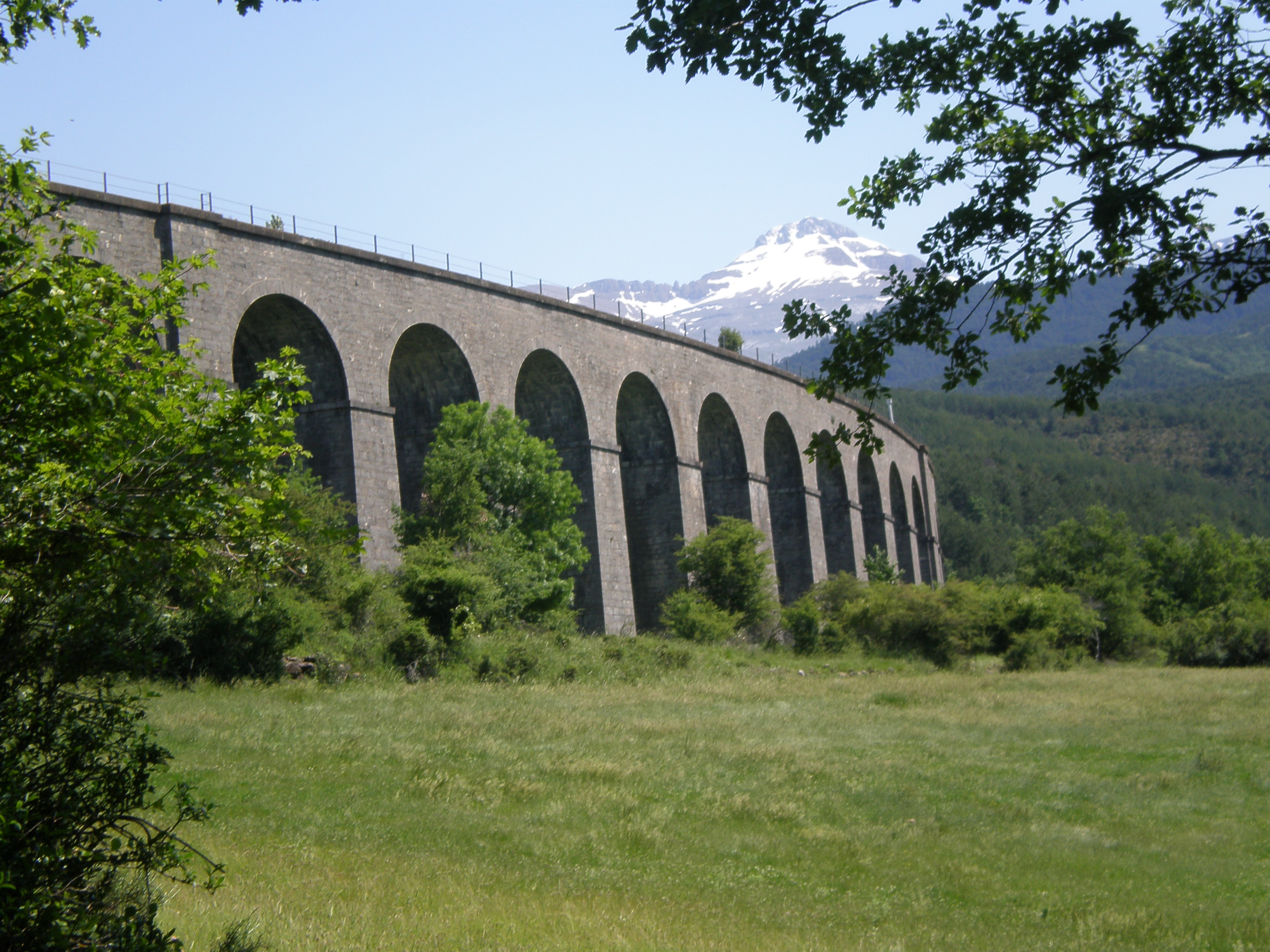
El viaducte de San Juan, a Castiello de Jaca, Huesca

La línia va ser internacional des de temps de la Segona República Espanyola, però està tallada en la seva vessant francesa des de 1970.

## Història
L'indià Narcís Hereu Matas, qui va fer fortuna a la Guerra Civil dels Estats Units (1861-1865), va gestionar el projecte des de la seva residència a París i després a Madrid, entre els governs d'Espanya i França, i va finançar personalment la posada en marxa de la línia, a través de les entitats bancàries de França i Aragó, fins a la primera part del projecte. El consorci que alimentava econòmicament finalment va trencar i es va vendre. Narcís Hereu Matas, arruïnat, va tornar finalment als Estats Units.
La possible reobertura de la línia internacional s'ha plantejat en diverses ocasions. Recentment els governs d'Espanya i França van acordar reobrir-la, però com una línia d'àmbit regional.